# Poletna velika nagrada v smučarskih skokih 1994
Poletna velika nagrada v smučarskih skokih 1994 je bila prva poletna sezona najvišjega ranga v smučarskih skokih na plastiki. 
Sezona se je začela 28. avgusta 1994 v Nemčiji in končala v 5. septembra 1994 v Avstriji.

## Koledar

### Posamično
| Šte. | Tekma | Datum             | Kraj         | Skakalnica             | Velik. | Zmagovalec     | Drugi              | Tretji            |
| ---- | ----- | ----------------- | ------------ | ---------------------- | ------ | -------------- | ------------------ | ----------------- |
| 1    | 1     | 28. avgust 1994   | Hinterzarten | Rothaus-Schanze K90    | SR     | Takanobu Okabe | Nicolas Dessum     | Jens Weißflog     |
| 2    | 2     | 1. september 1994 | Predazzo     | Trampolino dal Ben K90 | SR     | Takanobu Okabe | Andreas Goldberger | Ari-Pekka Nikkola |
| 3    | 3     | 5. september 1994 | Stams        | Brunnentalschanze K105 | SR     | Takanobu Okabe | Roberto Cecon      | Ari-Pekka Nikkola |

### Ekipno
| Šte. | Tekma | Datum           | Kraj         | Skakalnica          | Velik. | Zmagovalec | Drugi  | Tretji  |
| ---- | ----- | --------------- | ------------ | ------------------- | ------ | ---------- | ------ | ------- |
| 1    | 1     | 28. avgust 1994 | Hinterzarten | Rothaus-Schanze K90 | SR     | Japonska   | Finska | Nemčija |

## Skupni seštevek

### Posamično
| Poz | Skakalec           | Točk  |
| --- | ------------------ | ----- |
| 1   | Takanobu Okabe     | 746.5 |
| 2   | Ari-Pekka Nikkola  | 693.9 |
| 3   | Andreas Goldberger | 668.3 |